# Basauti
Basauti (en népalais : बसौटी) est un comité de développement villageois du Népal situé dans le district de Kailali. Au recensement de 2011, il comptait 6 347 habitants.